# 移动信息设备框架
行動資訊裝置設定檔（英語：Mobile Information Device Profile，简称“MIDP”）是为类似手机和PDA这样的无线通讯领域的嵌入式设备上的Java语言制订的规范。
MIDP是J2ME架构的一部分，它基于CLDC Configuration ，目前版本2.0。规范内容主要是对适应于类似手机这样的产品的应用的Java API，但限于一些必须和很常见的功能，因此经常厂商会附加一些可选包以提供对更多功能的支持。MIDP部分解决了无线终端产品上Java应用程序的兼容问题。

## 版本特性演变
MIDP 1.0对游戏和多媒体的支持很弱，在2.0中增加了诸如按键状态查询、主动渲染和基本的声音支持。
MIDP规定了一些需要支持的具体网络协议类型：1.0支持HTTP协议，2.0补充了socket、UDP、逻辑串口、HTTPS、TLS、SSL等等

## 基本API
其核心API由下层的CLDC Configuration规定，MIDP1.0增加的部分如下：

### javax.microedition.io
J2ME的I/O操作类。（CLDC中关于通用连接的类路径也在javax.microedition.io内）

### javax.microedition.lcdui
J2ME的GUI类。由于手机一般使用LCD显示器，因此称为 "LCD UI" ；但其API并非为此特别裁剪的。

### javax.microedition.rms
为J2ME提供持久存储。

### javax.microedition.midlet
这是J2ME程序——MIDlet——的基类。

## MIDP 2.0新增的部分API
MIDP 2.0 saw the introduction of gaming and multimedia APIs.

### javax.microedition.media
多媒体播放的基类。

### javax.microedition.lcdui.game
为简单的2D基于sprite（用帧实现动画）游戏API。

### javax.microedition.pki
为安全连接而提供鉴权API。

## 版本歷史
- MIDP 1.0 : 2000年9月29日
- MIDP 2.0 : 2002年11月20日
- MIDP 3.0 : 2009年12月9日